# Philippe Massoni
Philippe Massoni (ur. 13 stycznia 1936 w Zurychu, zm. 14 lutego 2015 w Paryżu) – osobisty przedstawiciel prezydenta Francji w Andorze od 26 lipca 2002 do 6 czerwca 2007, francuski prefekt.
Wcześniej w latach 1980–1986 oraz od 1993 do 2001 zajmował stanowisko prefekta paryskiej policji. 